# Scytodes zapatana
Scytodes zapatana là một loài nhện trong họ Scytodidae.
Loài này thuộc chi Scytodes. Scytodes zapatana được Willis J. Gertsch & Mulaik miêu tả năm 1940.